# Рок Айлънд (окръг, Илинойс)
Окръг Рок Айлънд (на английски: Rock Island County) е окръг в щата Илинойс, Съединени американски щати. Площта му е 1168 km², а населението - 146 886 души. Административен център е град Рок Айлънд. В превод от английски rock означава скала/камък, а island остров, така че името означава Каменист/скалист остров.